# カワサキ・バルカン
バルカン（Vulcan）は、カワサキモータース（旧：川崎重工業モーターサイクル&エンジンカンパニー）が製造・発売しているオートバイの車種。クルーザー（アメリカン）タイプのシリーズ車種として、排気量別に開発・生産されている。

## 概要
1984年に発売された北米仕様のバルカン700は、カワサキ初のV型2気筒エンジン搭載のクルーザーとして登場。1986年にバルカン750に進化して以来、2006年まで続くロングセラーとなった。
日本国内においては、並列2気筒エンジン搭載の「EN400ツイン」（EN400A型）の名称を変更し、同車種のB型を1990年より「バルカン400」の名称で販売したのが初登場となる。ただし同C型では「EN400」へと名称を再変更している。
1995年に発売されたバルカン(400 cc)・バルカン800では「クラシック」「ドリフター」など派生モデルも登場。
1990年代から2000年代にかけて400 ccの中型クラスから2000 ccの大型クラスまで幅広いラインナップが揃っていたが、2008年9月の平成18年度排出ガス規制強化以後も日本国内で販売が継続されているのは「バルカン900クラシック」の一車種のみである。
なお「VULCANシリーズ」は北米市場およびオーストラリア市場での名称であり、欧州市場では「VNシリーズ」の名称で販売されている。

## モデル一覧

### 現行車種 (国内)

#### VULCAN 900 Classic
バルカン900クラシックは2007年2月14日に発売された。仕様違いのバルカン900カスタムと同時発売となる。
2007年施行の平成19年度排出ガス規制に対応していなかったことから、2008年9月に2008年モデル（VN900B8F）の生産が一旦ストップされた。
2010年2月1日に環境規制に対応した2010年モデル（VN900BAF）が発売された。
- BC-VN900B仕様沿革
  - VN900B7F（2007年）
  - VN900B8F（2008年）
- EBL-VN900B仕様沿革
  - VN900BAF（2010年）
  - VN900BBF（2011年）
  - VN900BCF（2012年）
  - VN900BDFA（2013年）
  - VN900BEFA（2014年）
  - VN900BFF（2015年）

#### VULCAN S
バルカンSは、2016年モデルとして2015年6月15日より日本国内での販売を開始した。
- VULCAN S（EN650A型）：2016年 -
- VULCAN S ABS（EN650B型）：2016年 -

### 販売終了車種 (国内)

#### 400 ccクラス
VULCAN400（EN400B）：1990年 - 1993年
水冷DOHC4バルブ直列2気筒エンジン「EN400AE」搭載。後継のV型2気筒エンジン搭載のVN系シリーズとは別系統モデル。
モデルとしての前身は1985年発売の「EN400TWIN」（EN400A）であり、VULCAN400の車名を経て、1994年のマイナーチェンジに際して車種名を「EN400」（EN400-C1）に再度変更された。
VULCAN（VN400-）：1995年 - 2003年
水冷SOHC4バルブV型2気筒エンジン「VN400AE」搭載。先代の直列2気筒エンジン搭載のEN系シリーズとは別系統モデル。

#### 750 cc超クラス

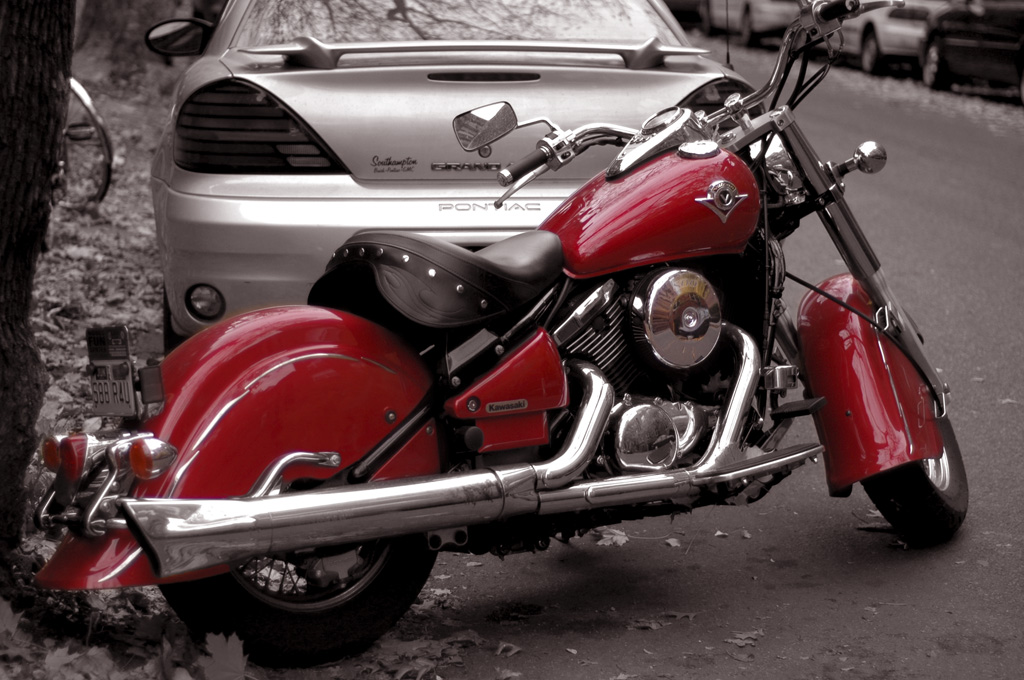
VULCAN 800 Drifter（海外仕様）

VULCAN800
VULCAN 900 Custom（VN900C）
2007年 - 2008年。前輪21インチ後輪15インチ、キャストホイール採用。

### 現行車種 (国外)
輸出仕様の存在する全車種を記載している為、国内販売モデルとの重複を含む。
VULCAN S
水冷DOHC4バルブ並列2気筒649 ccエンジン搭載。V型2気筒エンジン搭載のVN系シリーズとは別系統モデル。
- VULCAN S（EN650A型）：2015年 - [注釈 2][9]
- VULCAN S ABS（EN650B型）：2015年 - [注釈 3][9]

VULCAN900
- VULCAN 900 CLASSIC（欧州仕様）（北米仕様：2006年 - ）
- VULCAN 900 CLASSIC LT（北米仕様：2008年 - ）※サブネーム「LT」は「Light Tourer」の略称[10]。
- VULCAN 900 CUSTOM（欧州仕様）（北米仕様：2007年 - ）

VULCAN1700
- VULCAN 1700 CLASSIC（欧州仕様）
- VULCAN 1700 CLASSIC TOURER（欧州仕様）
- VULCAN 1700 VOYAGER（欧州仕様）
- VULCAN 1700 VOYAGER CUSTOM（欧州仕様）
- VULCAN 1700 VAQUERO ABS（北米仕様：2014年）
- VULCAN 1700 VAQUERO ABS SE（北米仕様：2014年）

### 販売終了車種(国外)

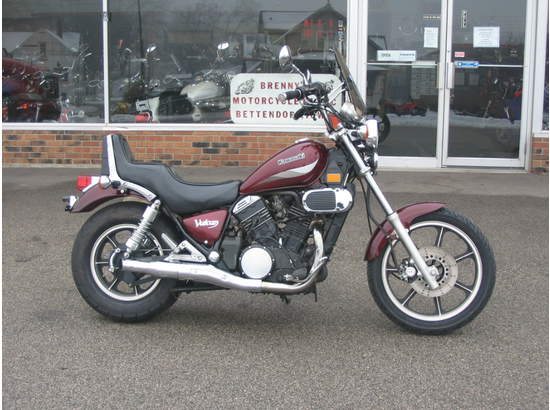
VULCAN 700

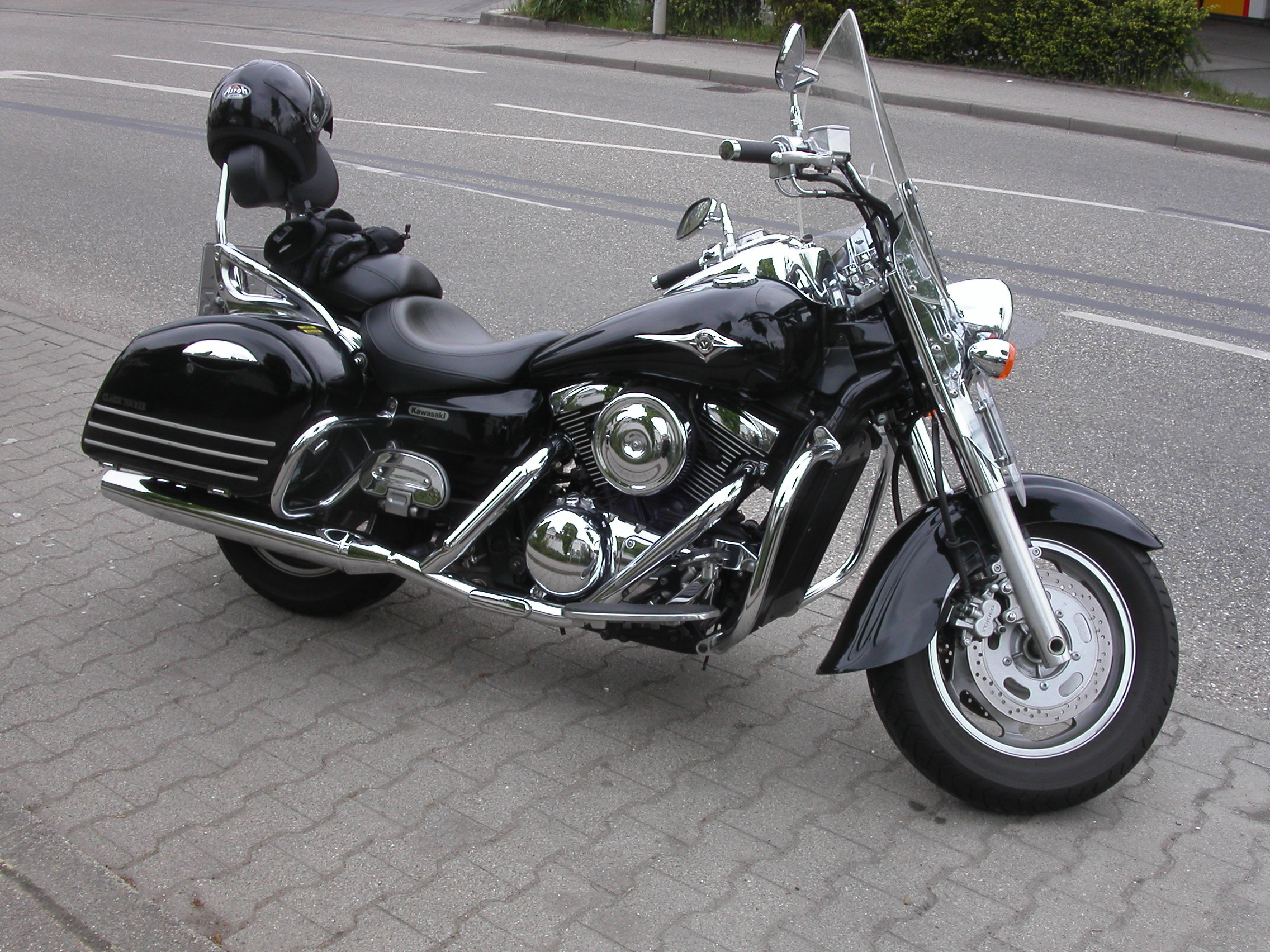
VULCAN 1600 NOMAD

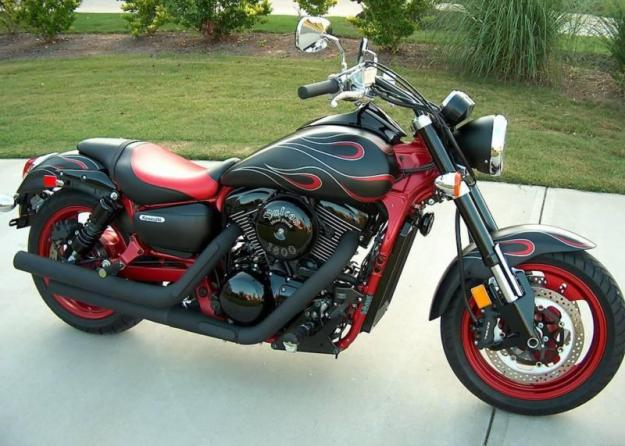
VULCAN 1600 MEANSTREAK
（2007年式）

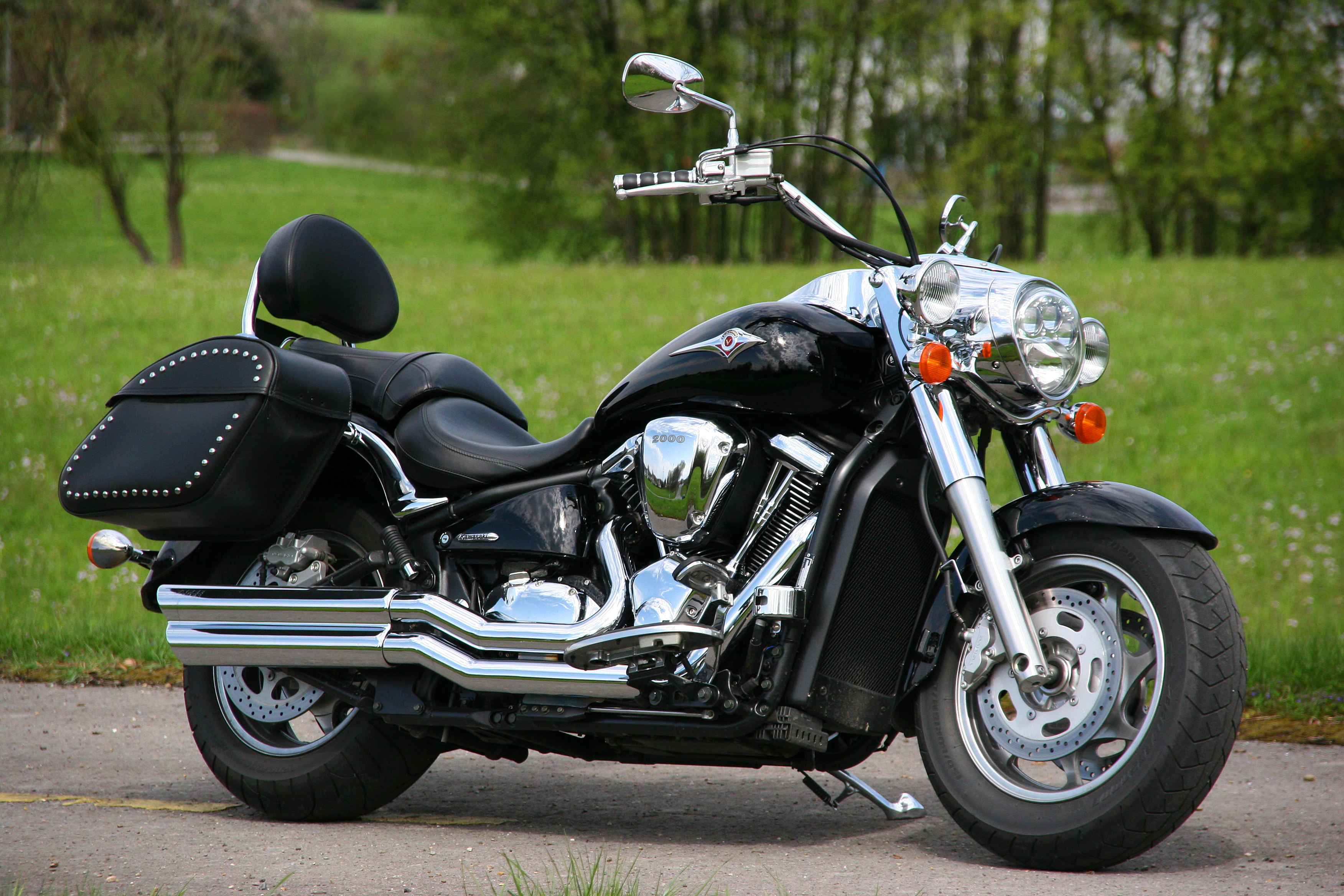
VULCAN 2000

輸出仕様の存在する全車種を記載している為、国内販売モデルとの重複を含む。
VULCAN500
水冷DOHC4バルブ直列2気筒エンジン搭載。V型2気筒エンジン搭載のVN系シリーズとは別系統モデル。
- VULCAN 500（EN500A型：1990年A1 - 1996年A7） ※国内モデル「バルカン400」（EN400B）の海外仕様。シリーズの源流はは454LTD。
- VULCAN 500 LTD（EN500C型：1996年C1 - 2006年C6F）

VULCAN700 / VULCAN750 (VZ750TWIN)
- VULCAN 700（VN700A型：1985年A1）
- VULCAN 750（VN750A型：1986年A2 - 2006年A6F） ※国内モデル「VZ750TWIN」相当。

VULCAN800
VULCAN88 (VN-15)
D型以降のVNシリーズとは別系統。欧州一般向け「VN-15」、北米向けは「VULCAN88」の名称で販売された。北米仕様名「88」は1442 ccの排気量を表すキュービックインチ単位。
VULCAN1500
C型以前のVNシリーズとは別系統。
VULCAN1600
- VULCAN 1600 CLASSIC（VN1600A型：2003年A1 - 2006年A6F / VN1500E型：2007年E1）
- VULCAN 1600 NOMAD（VN1600G型：2007年G1）
- VULCAN 1600 MEANSTREAK（VN1600B型：2004年B1 - 2006年B6F / VN1600F型：2007年F1）

VULCAN1700
- VULCAN 1700 CLASSIC（北米仕様：2009年 - 2012年）
- VULCAN 1700 CLASSIC LT（北米仕様：2009年 - 2010年）※サブネーム「LT」は「Light Tourer」の略称[11]。
- VULCAN 1700 VOYAGER（北米仕様：2009年 - 2013年）
- VULCAN 1700 VOYAGER ABS（北米仕様：2010年 - 2014年）
- VULCAN 1700 NOMAD（北米仕様：2009年 - 2013年）
- VULCAN 1700 NOMAD ABS（北米仕様：2014年）
- VULCAN 1700 VAQUERO（北米仕様：2011年 - 2013年）

VULCAN2000
- VULCAN 2000（VN2000A型：2004年A1 - 2006年A6F）
- VULCAN 2000 LT（VN2000D型：2005年D1 - 2006年D2）
- VULCAN 2000 CLASSIC（VN2000E型：2005年E1 - 2006年E2）
- VULCAN 2000 CLASSIC LT（VN2000F型：2005年F1 - 2006年F2）